# Orestes Franzoni
Orestes Franzoni (Buenos Aires, 1884-1934) fue un abogado y político argentino, que se desempeñó como gobernador del Territorio Nacional del Chubut entre 1919 y 1923.

## Biografía
Nació en Buenos Aires en 1884, graduándose de abogado en la Facultad de Derecho y Ciencias Sociales de la Universidad de Buenos Aires. Tuvo su estudio jurídico en Trelew (Chubut).
En 1919 fue designado gobernador del Territorio Nacional del Chubut por el presidente Hipólito Yrigoyen. Ocupó el cargo hasta 1923. Durante su mandato, creó por decreto el municipio de Esquel y convocó a las primeras elecciones locales. Se interesó en respetar las tierras otorgadas a los sucesores de Sayhueque en José de San Martín. En Trelew se publicó desde 1919 el matutino El Chubuchino, crítico a su gestión.
Falleció en 1934.